# Chaleponcus acanthophorus
Chaleponcus acanthophorus är en mångfotingart som beskrevs av Carl Graf Attems 1928. Chaleponcus acanthophorus ingår i släktet Chaleponcus och familjen Odontopygidae. Inga underarter finns listade i Catalogue of Life.